# Alt Gr
Pour les articles homonymes, voir alt et gr.
Cette page contient des caractères spéciaux ou non latins. S’ils s’affichent mal (▯, ?, etc.), consultez la page d’aide Unicode.

Alternate graphic, (abr. « Alt Gr » ou « alt graph ») est une touche de modification qui permet d’accéder à différents signes qui étaient à l’origine des symboles graphiques, d’où le nom de la touche. Il arrive qu'elle soit nommée « Alt Car » (pour « alterner caractère », par exemple, pour les claviers de type canadien-français) et parfois « Alt droite » dans le langage courant (car elle est souvent située à droite de la barre d'espacement).

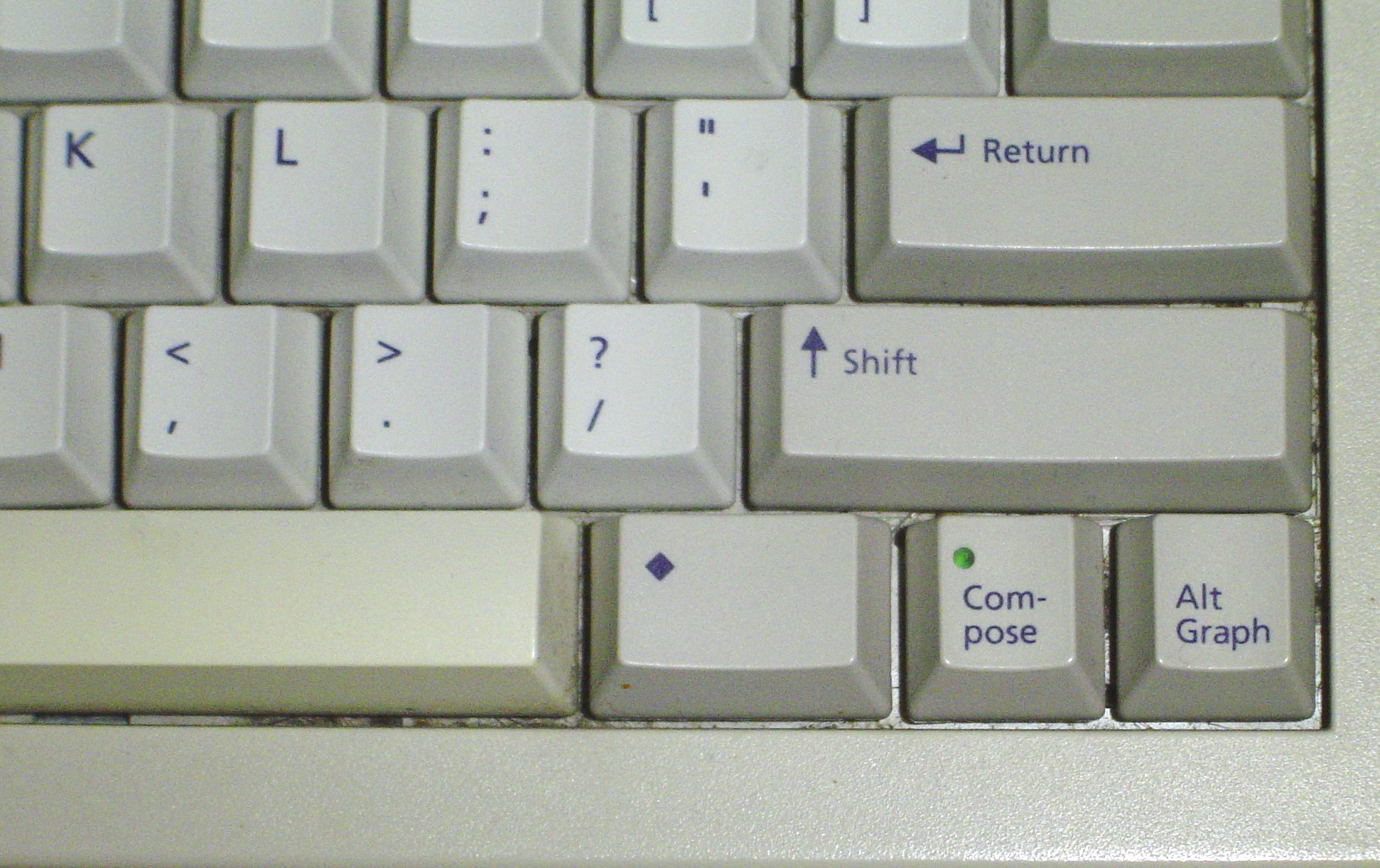
La touche Alt Gr se trouve en bas à droite d'un clavier Sun.

Sous Windows uniquement, c'est également un raccourci des combinaisons de touches Ctrl + Alt ⎇.

## Signification
La signification de l'abréviation de cette touche n'est pas explicitement donnée dans les nombreux manuels de référence technique destinés au compatibles PC. Cependant, IBM déclare que l'abréviation « Alt Gr » signifie alternate graphic, (litt. « graphique alternatif ») et sur les claviers Sun cette touche est étiquetée comme « Alt Graph ».
Alternate graphic a été introduite à l'origine comme moyen de produire des semi-caractères destinés au dessin de boîte (en). Ces caractères sont cependant beaucoup moins utiles dans un environnement graphique, cette touche est aujourd'hui utilisée pour produire des graphèmes alternatifs.